# سوسامیر
سوسامیر (به لاتین: Suusamyr) یک رود در قرقیزستان است که در استان نارین واقع شده‌است.